# Alexander Kielland
Alexander Lange Kielland (Stavanger, 18 febbraio 1849 – Bergen, 6 aprile 1906) è stato uno scrittore e politico norvegese, considerato uno dei più importanti autori della letteratura norvegese dell'Ottocento.

## Biografia
Nacque a Stavanger, in Norvegia, in una famiglia di ricchi mercanti, svolse studi in una scuola religiosa, e lui stesso esercitò l'attività imprenditoriale.
È il fratello della pittrice Kitty Lange Kielland e i loro contatti si rivelarono fertili e significativi per entrambi.
Nel 1878 si trasferì in Francia dove incontrò lo scrittore norvegese Bjørnstjerne Bjørnson che incoraggiò la sua inclinazione letteraria e lo indirizzò verso un editore.
Nel 1881 si sposterà in Danimarca, dove vivrà per un biennio.
Nello stesso tempo intraprese il mestiere di autore e divenne piuttosto famoso per una serie di brevi romanzi, tra i quali Garman & Worse (1880), Skipper Worse (1882) e Poison (1883).
Nel biennio 1889-1890 lavorò per conto del giornale Stavanger Avis.
La sua carriera artistica fu interrotta prematuramente per una serie di ragioni, non del tutto chiare, anche se alcuni ritengono che la sua tendenza letteraria vicina al realismo non corrispondesse più alle nuove tendenze romantiche in auge in Norvegia e in tutto il continente; altri, invece, addebitano alla carriera politica di Kielland l'allontanamento dalla letteratura; qualcuno ricorda, infine, come ad esempio il suo biografo Tor Obrestad, che Kielland ebbe varie vicissitudini con la salute a causa della sua grande passione per il cibo.
La maggior parte della produzione di Kielland è ambientata a Stavanger, e le tematiche affrontate sono l'ipocrisia individuale e collettiva, l'espoliazione del lavoro da parte delle borghesia, il sistema di istruzione ed educazione arretrato.
Dal 1891 divenne borgomastro della sua città (Stavanger), e nel 1902 fu proclamato governatore.

## Opere principali

### Brevi racconti
- Novelletter, 1879
- Nye novelletter, 1880
- To Novelletter fra Danmark, 1882

### Novelle
- Garman & Worse, 1880
- Arbeidsfolk, 1881
- Else, 1881
- Skipper Worse, 1882
- Gift, 1883
- Fortuna, 1884
- Sne, 1886
- Sankt Hans Fest, 1887
- Jacob, 1891

### Teatro
- Paa Hjemvejen, 1878
- Hans Majestæts Foged, 1880
- Det hele er Ingenting, 1880
- Tre par, 1886
- Bettys Formynder, 1887
- Professoren, 1888

### Saggi
- Forsvarssagen, 1890
- Menneker og Dyr, 1891
- Omkring Napoleon, 1905